# Волошка Пачоського
Волошка Пачоського (Centaurea paczoskii) — вид рослин родини айстрових. Названо на честь ботаніка Йосипа Пачоського, який описав цю рослину.

## Біологічні особливості виду
Гемікриптофіт. Дворічна трав'яна рослина 35-50 см заввишки. Стебла від середини розгалужені, разом з листками трохи павутинисті. Листки пірчасто- та (нижні) тричі пірчасторозсічені. Суцвіття кошик. Обгортка майже куляста, її листочки жовтуваті, придатки трохи опуклі, жовті, при основи часто з трикутною темнопурпуровою плямою. Квітки світложовті. Плід білувата або бурувата сім'янка 3,5-5 мм завдовжки. Цвіте у серпні-вересні. Плодоносить у вересні- жовтні. Розмножується насінням.

## Поширення в Україні
Пониззя Інгульця: по лівому березі в околицях с. Заповіт та Новогреднєве (Херсонська обл.); на правому березі — при впадінні р. Висунь в околицях с. Яковлівки (Миколаївська обл.). Відомий лише з трьох неподалік розташованих піщаних масивів в пониззі Інгульця загальною площею менше 5 км². В цілому чисельність виду низька, стан та відтворення популяції незадовільні, однак детальні сучасні дані щодо стану та чисельності популяції відсутні. Зростає по слабкогорбистих середньозарослих пісках із незначним антропогенним навантаженням в пониззі річки Інгулець. Є характерним компонентом псамофітностепових угруповань кл. Festucetea vaginatea. Ксерофіт.

## Охоронний статус
Занесена до Червоної книги України, статус — зникаючий. Занесена до Європейського червоного списку. Необхідне проведення сучасних популяційних досліджень, обстеження Нижньоінгулецьких пісків з метою виявлення ділянок, придатних для створення резервату в місцях зростання виду та його репатріації, введення в культуру в ботанічних садах. Заборонено добування піску, освоєння територій, їх розорювання чи заліснення, проведення надмірного випасу, збирання рослин.